# Christine Eckstein-Puhl
Christine Eckstein-Puhl (geboren 1968 in Quierschied, Saarland) ist eine deutsche Juristin und Richterin.

## Ausbildung
Nach dem Abitur studierte Christine Eckstein-Puhl Rechtswissenschaften an der Rechtswissenschaftlichen Fakultät der Universität des Saarlandes. Sie beendete das Studium 1993 mit der Ersten Juristischen Staatsprüfung und absolvierte nach dem anschließenden Rechtsreferendariat 1996 die Zweite Juristische Staatsprüfung.

## Beruflicher Werdegang
Christine Eckstein-Puhl begann ihre juristische Laufbahn als Richterin und Staatsanwältin im Justizdienst des Saarlandes.
Anschließend arbeitete sie als Wissenschaftliche Mitarbeiterin am Lehrstuhl für Bürgerliches Recht, Zivilprozessrecht und Rechtsphilosophie an der Universität des Saarlandes.
Am 20. Juni 2012 wurde die promovierte Juristin vom Landtag des Saarlandes für eine Amtszeit von sechs Jahren zur Richterin am Verfassungsgerichtshof des Saarlandes gewählt.
Seit 2019 ist sie Richterin am Oberlandesgericht Saarbrücken. Sei gehört dem 5. Zivilsenat an (Stand: 2021).

## Publikationen (Auswahl)

### Monografien
Prozessbetrug im Schiedsverfahren: Eine Studie zu den vom erschlichenen Schiedsspruch aufgeworfenen Fragen des Aufhebungsverfahrens gemäß § 1059 ZPO. Peter Lang GmbH, Internationaler Verlag der Wissenschaften, Frankfurt 2005, ISBN  978-3631534274

### Aufsätze
Die verlorene Ehre des Labradors Max. In: Helmut Rüssmann; Jürgen Stamm (Hrsg.): Festschrift für Helmut Rüßmann. Juris Verlag, Saarbrücken 2013, ISBN 9783863300210, S. 291–302